# Gura Dobrogei, Constanța
Gura Dobrogei este un sat în comuna Cogealac din județul Constanța, Dobrogea, România. Se află în partea de nord-est a județului,  în Podișul Casimcei. În trecut s-a numit Câvârgic (în turcă Kıvırcık). Punct de acces spre Rezervația naturală Gura Dobrogei. La recensământul din 2002 avea o populație de 172 locuitori.